# Brammal·lita
La brammallita o brammal·lita és un mineral de la classe dels silicats, una varietat de paragonita que pertany al grup de les miques. Rep el nom en honor d'Alfred Brammall (1879-1954), geòleg i mineralogista britànic.

## Característiques
La brammal·lita és un silicat de fórmula química (Na,H₃O)(Al,Mg,Fe)₂((Si,Al)₄O10)(OH)₂. Cristal·litza en el sistema monoclínic. La seva duresa a l'escala de Mohs es troba entre 2,5 i 3. Es tracta d'una varietat de paragonita deficient en sodi, anàleg de la il·lita.
Segons la classificació de Nickel-Strunz, la brammal·lita pertany a «09.EC - Fil·losilicats amb plans de mica, compostos per xarxes tetraèdriques i octaèdriques» juntament amb els següents minerals: minnesotaïta, talc, wil·lemseïta, ferripirofil·lita, pirofil·lita, boromoscovita, celadonita, chernykhita, montdorita, moscovita, nanpingita, paragonita, roscoelita, tobelita, aluminoceladonita, cromofil·lita, ferroaluminoceladonita, ferroceladonita, cromoceladonita, tainiolita, ganterita, annita, ephesita, hendricksita, masutomilita, norrishita, flogopita, polilitionita, preiswerkita, siderofil·lita, tetraferriflogopita, fluorotetraferriflogopita, wonesita, eastonita, tetraferriannita, trilitionita, fluorannita, xirokxinita, shirozulita, sokolovaïta, aspidolita, fluoroflogopita, suhailita, yangzhumingita, orlovita, oxiflogopita, margarita, anandita, bityita, clintonita, kinoshitalita, ferrokinoshitalita, oxikinoshitalita, fluorokinoshitalita, beidel·lita, kurumsakita, montmoril·lonita, nontronita, volkonskoïta, yakhontovita, hectorita, saponita, sauconita, spadaïta, stevensita, swinefordita, zincsilita, ferrosaponita, vermiculita, baileyclor, chamosita, clinoclor, cookeïta, franklinfurnaceïta, gonyerita, nimita, ortochamosita, pennantita, sudoïta, donbassita, glagolevita, borocookeïta, aliettita, corrensita, dozyïta, hidrobiotita, karpinskita, kulkeïta, lunijianlaïta, rectorita, saliotita, tosudita, brinrobertsita, macaulayita, burckhardtita, ferrisurita, surita, niksergievita i kegelita.

## Formació i jaciments
Va ser descoberta a Llandybie, a Carmarthenshire (Gal·les), tot i que també ha estat descrita en altres indrets dels País de Gal·les, a Polònia i a Eslovàquia.